# Heinz Böhm
Heinz Böhm (* 17. Februar 1907 in Berlin; † 7. Mai 1988 in Potsdam) war ein deutscher Maler, Grafiker und Trickfilmzeichner.

## Leben
Heinz Böhm wuchs in Berlin auf und studierte von 1924 bis 1932 an der Hochschule für Bildende Künste in Berlin-Charlottenburg Malerei, zuerst bei Emil Orlik, ab 1928 als Meisterschüler bei Karl Hofer. In den Jahren ab 1930 unternahm er mehrere Studienreisen nach Italien und Jugoslawien. Zwischen 1934 und 1942 veranstaltete er u. a. mit den Malern Werner Heldt, Ludwig Kasper, Herbert Tucholski und der Bildhauerin Renée Sintenis eine Reihe von Verkaufsausstellungen in verschiedenen Fabriken. 1942 heiratete Heinz Böhm und zog mit seiner Frau Christel aufgrund der Luftangriffe auf Berlin nach Königs-Wusterhausen. Von 1954 bis 1962 war Heinz Böhm Chefzeichner im Trickfilmstudio der DEFA in Potsdam-Babelsberg. 1955 zog er mit seiner Frau und seinen zwei Kindern nach Potsdam-Nedlitz und lebte dort ab 1962 als freischaffender Maler und Grafiker.
Böhms farbbetontes Hauptwerk umfasst Stillleben, Landschaften, figürliche Kompositionen, Porträts und Akte in verschiedenen Techniken wie Öl, Tempera, Gouache und Aquarell sowie architekturbezogene Arbeiten. Die Inspiration für sein künstlerisches Werk bezog er zum großen Teil aus der märkischen Landschaft und aus seinem direkten familiären Umfeld. Außerdem entstand in den 1970er Jahren eine Reihe von Bildern und Aquarellen auf seinen Reisen in das Böhmische Mittelgebirge, an die Ostsee, in das Riesengebirge sowie nach Thüringen. Sein Wandbild „August Bebel im Reichstag 1905“ hängt im Büro des Landtagsabgeordneten und Vizepräsidenten des Brandenburger Landtages Dieter Dombrowski.

## Ausstellungen (unvollständig)
- 1947: Potsdam, Erste Landesausstellung brandenburgischer Künstler

- 1949 bis 1989: acht Bezirkskunstausstellung, Potsdam

- 1962: Fahrland, Potsdam
- 1966: Neue Berliner Galerie
- 1968: Galerie im Turm, Berlin
- 1971: Bezirkskunstausstellung Potsdam
- 1972: Kulturhaus „Hans Marchwitza“, Potsdam, anlässlich des 65. Geburtstags
- 1972/1973, 1982/1983, 1987/1988: VII., IX. und X. Kunstausstellung der DDR in Dresden
- 1974: Klub der Gewerkschaften, Opole (Polen)
- 1976 „Jugend und Jugendobjekte im Sozialismus“, Städtische Museen Karl-Marx-Stadt,
- 1980: Kulturhaus „Hans Marchwitza“, Potsdam
- 1982: Galerie im Alten Museum, Berlin, anlässlich des 75. Geburtstages
- 1983: Klub der Film- und Fernsehschaffenden, Potsdam-Babelsberg
- 1987: Staudenhofgalerie, Potsdam
- 1988: Museum, Potsdam

### Postum
- 1990: Schloss Dretzel
- 1997: Galerie Samtleben, Potsdam, und Stadtverwaltung, Königs-Wusterhausen, anlässlich seines 90. Geburtstag
- 1998: Galerie im Saalbau Berlin-Neukölln und Galerie Samtleben, Potsdam
- 1999: Galerie Samtleben, Potsdam
- 2000: Galerie Samtleben, Potsdam
- 2004: Alte Feuerwache, Eichwalde
- 2007: Galerie Samtleben, Potsdam, anlässlich seines 100. Geburtstags[1], und Gemeinschaftsausstellung Paul Strecker/Heinz Böhm im Potsdam-Forum (Altes Rathaus)[2]
- 2013: Im güldenen Arm, Potsdam[3]
- 2014/2015: Beteiligung an der Ausstellung „Stadt-Bild/Kunst-Raum“, Potsdam-Museum
- 2015: Burg Friedland (bei Beeskow)[4]
- 2016: Alte Försterei, Briescht (bei Beeskow), und Dahmelandmuseum, Königs-Wusterhausen[5]

## Auszeichnungen
- 1974: Für sein Wandbild „August Bebel im Reichstag 1905“ wurde Heinz Böhm mit dem Theodor-Fontane-Preis für Kunst und Literatur ausgezeichnet.
- 1987: Der Verband Bildender Künstler der DDR verlieh ihm die Hans-Grundig-Medaille.